# 557 v. Chr.
Portal Geschichte | Portal Biografien | Aktuelle Ereignisse | Jahreskalender | Tagesartikel

◄ |
7. Jahrhundert v. Chr. |
6. Jahrhundert v. Chr. |
5. Jahrhundert v. Chr. |
►

◄ | 570er v. Chr. | 560er v. Chr. | 550er v. Chr. | 540er v. Chr. |
530er v. Chr. |
►

◄◄ | ◄ | 560 v. Chr. | 559 v. Chr. | 558 v. Chr. | 557 v. Chr. |
556 v. Chr. |
555 v. Chr. |
554 v. Chr. |
► |
►►

## Ereignisse
- Im babylonischen Kalender fällt das babylonische Neujahr des 1. Nisannu auf den 17.–18. März[1], der Vollmond im Nisannu auf den 30.–31. März[1] und der 1. Tašritu auf den 10.–11. September[1] (Vollmond: 24.–25. September[1]; Herbstbeginn: 23.–24. September[1]).[2]

## Geboren
- 557/556 v. Chr.: Simonides von Keos, griechischer Lyriker († 468/467 v. Chr.)